# 動物スクランブル
『動物スクランブル』（どうぶつスクランブル）は、1988年4月13日から同年9月21日まで日本テレビ系列局で放送されていた日本テレビ製作の動物バラエティ番組である。全13回。放送時間は毎週水曜 19:30 - 20:00 （日本標準時）。

## 概要
毎回1種類の動物を取り上げてはその動物に関する情報を伝えていた。また、動物の専門家や写真家やリポーターをゲストに招いては彼らとトークしていた。司会は渡辺徹とアグネス・チャンが務めていた。収録は、当時日本テレビ旧本社にあったHスタジオで行われていた。
当時はこの時間帯でプロ野球ナイター中継がよく行われていた。そのため、番組はたびたび中断しており、5か月あまりにわたって放送されていたのにもかかわらず13回で終了した。

## 参考資料
- 読売新聞縮刷版[どれ?]